# Jasmina Mansurova
Jasmina Mansurova (* 11. Januar 2005) ist eine usbekische Leichtathletin, die sich auf den Stabhochsprung spezialisiert hat.

## Sportliche Laufbahn
Erste internationale Erfahrungen sammelte Jasmina Mansurova im Jahr 2022, als sie bei den Islamic Solidarity Games an der von ihr gewählten Einstiegshöhe scheiterte. Anschließend gewann sie bei den U18-Asienmeisterschaften in Kuwait mit 3,60 m die Bronzemedaille. Im Jahr darauf belegte sie bei den Hallenasienmeisterschaften in Astana mit 3,60 m den sechsten Platz.
2022 wurde Mansurova usbekische Hallenmeisterin im Stabhochsprung.

## Persönliche Bestleistungen
- Stabhochsprung: 3,70 m, 15. September 2022 in Taschkent (usbekischer Rekord)
  - Stabhochsprung (Halle): 3,60 m, 11. Februar 2023 in Astana